# Santiago Regidor
Santiago Regidor Gómez (1866-1942) fue un dibujante e ilustrador español.

## Biografía
Colaboró en publicaciones periódicas como Blanco y Negro y ABC. En su obra se hace patente la afinidad por la naturaleza y el medio rural. Habría sido el primer ilustrador de los libros de Celia de Elena Fortún. En una clasificación de los dibujantes de la prensa periódica de la época en «caricaturistas», «decoradores» y «pintores y compositores» se le incluye en la última de estas tres categorías. Regidor, que había sido discípulo en su juventud del paisajista Carlos de Haes y más adelante catedrático en el Instituto de San Isidro, falleció en Madrid en septiembre de 1942.